# 特拉卡特奥特尔
特拉卡特奥特尔 （或Tlacateotzin，? - 1427年左右）是阿兹特克城邦特拉特洛尔科第二任特拉托阿尼，于1417年即位，並一直至離世。

## 统治时期
在特拉卡特奥特尔的统治时期，特拉特洛尔科人财富不断增长，并且在墨西哥谷中的影响力也不断扩大。特拉特洛尔科的市场交易羊毛、碧玉和格查尔鸟的羽毛。特拉卡特奥特尔也下令将图拉遗迹中的建筑物搬运过来以装饰自己的城邦。
特拉卡特奥特尔死于1427年左右，当时正是阿斯卡波特萨尔科内Tayatzin与Maxtla继位之争的时候。据记载，他是在乘坐独木舟游行的时候被乱石砸死的。一般认为Maxtla是幕后主谋，因传说特拉卡特奥特尔与Maxtla之妻有不当关系。特拉卡特奥特尔死后，他的孙子夸赫特拉托瓦上台执政。

## 家族
特拉卡特奥特尔从他父亲夸夸皮特萨瓦克手中继承了王位。他是Matlalatzin与Huacaltzintli的兄弟，Tezozomoc的孙子，他也与奇马尔波波卡有亲缘关系，同时也是Tezozomoc的叔叔。
他是Tezozomoctli和Itzquauhtzin的父亲，Quauhtlatoa的爷爷。他的配偶为Xiuhtomiyauhtzin与Xiuhcanahualtzin (这位是特拉卡特奥特尔的阿姨)。

## 引注
1. ↑  Matos Moctezuma, Eduardo. . Arqueología Mexicana. 2008,. XV - 89: 31.